# Fratria
Fratria (in greco antico: Φράτρα?, fràtra, e poi Φρατρία, fratrìa) è un termine dell'antropologia che indica una divisione sociale su base parentale per cui due o più clan distinti (genè) sono considerati una sola unità, sebbene conservino identità separate all'interno della fratria.

## Antica Grecia
Nell'antica Grecia il termine "fratria", come peraltro quello di tribù (Φυλή), indicava un raggruppamento sociale di carattere antropologico che più tardi ebbe un carattere politico e personale.
Nella Grecia pre-classica, ogni tribù era divisa in fratrie, in genere tre fratrie, ma talora di più: a Sparta per es. erano nove. A sua volta la fratria era divisa in gruppi parentali più piccoli, il ghenos (in lingua greca: γένος ; plurale γένη), col significato di "clan" ; a livello inferiore, il gruppo parentale di base della società dell'antica Grecia era la famiglia (οῖκος). Secondo alcuni studiosi, la natura della fratria è "il problema più oscuro riguardante le istituzioni sociali greche".
Il ruolo svolto dalle fratrie nella vita sociale greca è poco conosciuto, ma la loro esistenza è documentata dal Medioevo ellenico fino al II secolo a.C.; Omero si riferisce molte volte a loro, in passaggi che sembrano riferirsi all'ambiente sociale dei suoi tempi. Ad Atene, l'iscrizione a una fratria sembra essere stata il requisito di base per cittadinanza prima delle riforme di Clistene del 508 a.C. Le fratrie avevano propri magistrati, a capo dei quali si trova il fratriarco (Φρατρίαρχος, fratriarchos), e formavano l'intelaiatura della religiosità e della partecipazione sociale  grazie all'organizzazione di banchetti e di festività come quella delle Apaturie.  Fra le divinità associate alle fratrie di Atene: Zeus Fratrio, Atena Fratria, Apollo Fratrio, oltre a "dei fratrii" di difficile identificazione.
Dal massimo dell'importanza durante il Medioevo ellenico, quando le fratrie sembrano essere state istituzioni essenziali della vita sociale greca, le fratrie gradatamente declinarono di importanza per tutto il periodo classico a scapito di altri raggruppamenti sociali, per es., i partiti politici.

## Napoli
A partire dalla fine del VI secolo a.C. i cittadini dell'antica Neapolis si suddivisero, fino all'età romano imperiale, in almeno 12 Fratrie.
Ogni Fratria venerava i propri Fretori (protettori di una comunità) ed aveva un proprio governo così formato:
- Fretarca ("capo")
- Calcologi ("esattori")
- Frontisti ("economi")
- Dioceti ("tesorieri")

questa scala gerarchica governava i Retori, cioè i semplici "soci" (maschi ed adulti).
L'assemblea della Fratria si riuniva in una propria sede, il Fretion, mentre le discussioni concernenti il danaro collegiale e gli affari privati della stessa Fratria, si tenevano in un luogo detto Agoreuterio.
| Fratria       | Fretori                                        | Fretion Zona attuale                                                              | Note                                                 |
| ------------- | ---------------------------------------------- | --------------------------------------------------------------------------------- | ---------------------------------------------------- |
| Eumelidi      | Eumelo o Falero                                | Largo Donnaregina                                                                 |                                                      |
| Artemisi      | Artemide                                       | tra Via Atri e Piazza Luigi Miraglia                                              |                                                      |
| Cinei o Kumei | Eubea e Cuma                                   | tra Piazza San Domenico Maggiore e Via Mezzocammone dove sorse il Tempio di Vesta |                                                      |
| Aristei       | Ares o Aristea (Artemide) o Aristos (Migliore) | Piazza del Municipio dove sorgeva il porto                                        |                                                      |
| Agarrei       | Sebeto                                         | Rampe di San Marcellino                                                           | il nome derivererebbe dal gorgoglio del fiume Sebeto |
| Panclidi      | ?                                              | Via Tribunali presso l'attuale Chiesa di San Pietro in Vinculis                   | Attività di profumieri                               |
| Jonei         | Atena                                          | Via Sedile di Porto                                                               |                                                      |
| Eumedi        | ?                                              | Sant'Aniello a Caponapoli                                                         |                                                      |
| Antinoidii    | Antinoo                                        | Largo San Giovanni Maggiore                                                       |                                                      |
| Eunostidi     | Eunosto                                        | Borgo dei Vergini                                                                 |                                                      |
| Partenopei    | Partenope                                      | Piazza Vittoria                                                                   |                                                      |
| Mopsopiti     | Mepso                                          | Chiaia                                                                            |                                                      |

## Nativi americani
Le fratrie esistono anche fra gli amerindi, per i quali una fratria spesso è identificata da un simbolo della natura, per es. un animale (totem). In alcune culture, come Tlingit e il Lenape, il matrimonio fra membri delle fratrie è equiparato a quello fra consanguinei.